# آخر هفته کثیف (فیلم ۱۹۹۳)
آخر هفته کثیف (به انگلیسی: Dirty Weekend) فیلمی ۱۰۲ دقیقه‌ای به کارگردانی مایکل وینر با بازی لیا ویلیامز محصول کشور ایالات متحده آمریکا است.